# Клайнмюлинген
Клайнмюлинген (нем. Kleinmühlingen) — посёлок в Германии, в земле Саксония-Анхальт. 

## История
С 29 декабря 2007 года расположен в Бёрделанде.

## География
Входит в состав района Шёнебек. Подчиняется управлению Зюдёстлихес Бёрделанд. Население 658 чел. Занимает площадь 10,49 км².